# Idromeer
Het Idromeer (Italiaans: Lago d'Idro / Eridio) ligt in de Lombardische provincie Brescia aan het einde van het Valle Sabbia. Het is ontstaan in de laatste ijstijd, uitgesleten en -geschuurd door de enorme gletsjers die het gebied destijds bedekten. De waterspiegel van het meer is enkele meters opgestuwd voor het opwekken van hydro-elektrische energie. Om deze reden heeft het meer geen constante waterstand. Het Idromeer wordt hoofdzakelijk gevoed door de rivier de Chiese die ontspringt in het bergmassief van de Adamello.

## Belangrijkste plaatsen
- Idro (1694 inw.)
- Anfo (444 inw.)